# Автономов, Виталий Афанасьевич
Виталий Афанасьевич Автономов (1919—1994) — генерал-майор Советской армии.

## Биография
Виталий Автономов родился 20 января 1919 года в Острогожске. Окончил среднюю школу. В 1937 году Автономов был призван на службу в РККА. В 1940 году он окончил Энгельсскую военную авиационную школу пилотов.
С началом Великой Отечественной войны находился в действующей армии. Воевал на Юго-Западном, Южном, Закавказском, Северо-Кавказском фронтах, Приморской армии, на 2-м Прибалтийском, 1-м Белорусском фронтах в качестве пилота, командира звена, заместителя и командира эскадрильи 288-го ближнебомбардировочного авиационного полка, а в 1944—1945 годах — в составе 650-го бомбардировочного авиационного полка. Под его командованием звенья и эскадрилья наносили бомбовые удары и штурмовки по живой силе и технике противника. В годы войны Автономов совершил 367 боевых вылетов, был четырежды ранен.
После окончания войны Автономов продолжил службу в Советской Армии. В 1954 году он окончил Военно-воздушную академию, в 1959 году — Военную академию Генерального штаба. В 1962 году Автономову было присвоено воинское звание генерал-майора авиации. В 1960—1963 годах он служил заместителем командующего 73-й воздушной армии, а в 1963—1972 годах — начальником тыла — заместителем командующего ВВС Приволжского военного округа. В июле 1972 года Автономов вышел в отставку.
Проживал в Смоленске, работал начальником штаба Смоленского отдельного авиационного отряда Министерства гражданской авиации СССР. Скончался 31 марта 1994 года, похоронен в деревне Лубня Смоленского района Смоленской области.

## Награды
- два ордена Красного Знамени (05.11.1941, 23.03.1945)
- Орден Александра Невского (12.08.1945)
- орден Отечественной войны I степени (06.04.1985)
- орден Отечественной войны II степени (17.11.1943)
- орден Красной Звезды (1952)

- - Медали в том числе:
  - «За боевые заслуги» (1947)
  - «В ознаменование 100-летия со дня рождения Владимира Ильича Ленина» (1970)
  - «За оборону Кавказа» (1944)
  - «За победу над Германией в Великой Отечественной войне 1941—1945 гг.» (1945)
  - «За взятие Берлина» (1945)
  - «Ветеран Вооружённых Сил СССР» (1976)
  - «За безупречную службу» 1-й степени (1958)